# Perfil T

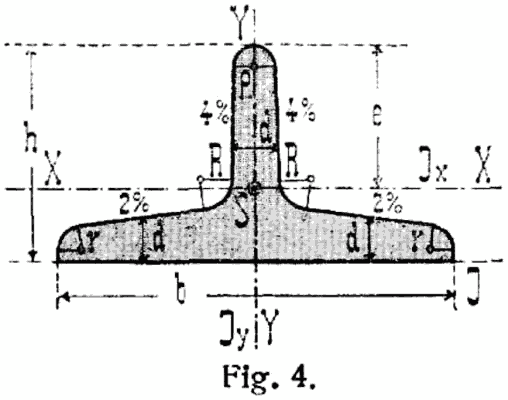
Perfil T

Un perfil T es un prisma mecánico, frecuentemente fabricado en acero laminado cuya sección tiene forma de T. También pueden construirse vigas de hormigón con sección en T, con resistencia similar a la sección cuadrada maciza pero con ahorro de material.

## Perfil T metálico
El extremo del alma es redondeado, así como las uniones de la misma con las caras interiores de las alas y las aristas interiores de estas.
Las caras interiores de las alas están inclinadas un 2 % respecto a las exteriores, y las del alma un 2 % respecto a su eje.

## Sección T de hormigón
El hormigón es un material cerámico compuesto que tiene diferente resistencia a la tracción que a la compresión. Las tensiones que puede resistir en compresión son del orden de 10 o 15 veces las tensiones en tracción. Como en una viga sometida a flexión simple gran parte de la sección está sometida a tracción la aportación del hormigón de esa parte es pequeña comparada con la de la parte comprimida. Por esa razón ampliando ligeramente la parte comprimida y reduciendo la parte traccionada, puede lograrse un aumento de resistencia empleando la misma cantidad de hormigón. Esa es la razón de que el empleo de vigas de hormigón con sección T esté tan extendido.
- Datos: Q967575
- Multimedia: Plate girder / Q967575